# Tanaoa serenei
Tanaoa serenei is een krabbensoort uit de familie van de Leucosiidae. De wetenschappelijke naam van de soort is voor het eerst geldig gepubliceerd in 1983 door Richer de Forges.